# Íriel Fáid
Irial Fáid (il Profeta) (fl. XVII-XIII secolo a.C.) era il figlio più giovane di Érimón, avuto dalla moglie Tea, secondo le leggende medievali irlandesi e alla tradizione storica, divenne re supremo dell'Irlanda dopo aver ucciso Ér, Orba, Ferón e Fergna, figli Éber Finn, nella battaglia di Cul Martha, come vendetta del fatto che avevano ucciso i suoi fratelli, Luigne e Laigne.
Regnò per dieci anni, combattendo quattro battaglie contro i Fomoriani e realizzando molte opere, dopodiché morì a Mag Muaide. A lui successe il figlio Ethriel. Secondo Lebor Gabála Érenn morì durante il regno di Tautane in Assiria (1191-1182 a.C. secondo il Chronicon) di san Gerolamo. Geoffrey Keating, invece, data il suo regno dal 1269 al 1259 a.C., mentre gli Annali dei Quattro Maestri dal 1681 al 1671 a.C..

### Fonti
- Seathrún Céitinn, Foras Feasa ar Éirinn 1.25
- Annali dei Quattro Maestri M3519-3529